# Потапович, Павел Владимирович
Па́вел Влади́мирович Потапо́вич (род. 26 ноября 1980, Пересады, Минская область) — российский легкоатлет, специалист по стипль-чезу. Выступал за сборную России по лёгкой атлетике в 2000-х годах, чемпион Европы среди молодёжи, победитель Кубка Европы, многократный призёр первенств национального значения, действующий рекордсмен России в беге на 3000 метров с препятствиями, участник двух летних Олимпийских игр. Представлял Курскую область и Москву. Мастер спорта России международного класса.

## Биография
Павел Потапович родился 26 ноября 1980 года в автогородке Пересады Минской области Белорусской ССР. Впоследствии постоянно проживал в городе Железногорске Курской области.
Занимался лёгкой атлетикой под руководством тренеров С. С. Румянцева, С. Д. Епишина, Е. И. Подкопаевой, состоял в физкультурно-спортивном обществе «Динамо». Окончил курскую Школу высшего спортивного мастерства, Курский государственный технический университет и Смоленский государственный институт физической культуры (2002).
Впервые заявил о себе на взрослом всероссийском уровне в сезоне 2001 года, выиграв бронзовую медаль в беге на 3000 метров в с препятствиями на зимнем чемпионате России в Москве. Попав в состав российской национальной сборной, побывал на молодёжном европейском первенстве в Амстердаме, откуда привёз награду золотого достоинства. Также, будучи студентом, представлял страну на Универсиаде в Пекине, где занял в той же дисциплине 13-е место.
На чемпионате России 2002 года в Чебоксарах стал серебряным призёром в программе стипль-чеза.
В 2003 году выиграл серебряную медаль на зимнем чемпионате России в Москве, одержал победу в личном зачёте на Кубке Европы во Флоренции, тогда как на соревнованиях Meeting Gaz de France в Сен-Дени установил ныне действующий национальный рекорд России в беге на 3000 метров с препятствиями — 8:15,54. Принимал участие в чемпионате мира в Париже.
В 2004 году взял бронзу на зимнем чемпионате России в Москве и серебро на летнем чемпионате России в Туле. Благодаря череде удачных выступлений удостоился права защищать честь страны на летних Олимпийских играх в Афинах — здесь в зачёте бега на 3000 метров с препятствиями не смог преодолеть предварительный квалификационный этап.
После афинской Олимпиады Потапович остался действующим спортсменом и продолжил принимать участие в крупнейших легкоатлетических турнирах. Так, в 2006 году он стал бронзовым призёром на зимнем чемпионате России в Москве и серебряным призёром на летенм чемпионате России в Туле, закрыл десятку сильнейших на чемпионате Европы в Гётеборге, финишировал шестым на Кубке мира в Афинах.
В 2008 году на чемпионате России в Казани стал третьим в стипль-чезе, а после дисквалификации Романа Усова переместился в итоговом протоколе на вторую позицию. Участвовал в Олимпийских играх в Пекине — в беге на 3000 метров с препятствиями вновь остановился на предварительном квалификационном этапе.
За выдающиеся спортивные достижения удостоен почётного звания «Мастер спорта России международного класса».